# بياتريس مارتينز
بياتريس مارتينز هي ترامبولينية ‏ برتغالية، ولدت في 15 مايو 1994.